# Cartersville (Georgia)
Cartersville es una ciudad ubicada en el condado de Bartow, del cual es sede, en el estado estadounidense de Georgia. En el censo de 2020 su población era de 23,187 habitantes y tenía una densidad poblacional de 312,82 personas por km².

## Demografía
En el 2000 la renta per cápita promedia del hogar era de $41,162, y el ingreso promedio para una familia era de $48,219. El ingreso per cápita para la localidad era de $19,977. Los hombres tenían un ingreso per cápita de $35,092 contra $25,761 para las mujeres.

## Geografía
Cartersville se encuentra ubicado en las coordenadas 34°10′35″N 84°48′14″O / 34.17639, -84.80389 (34.176405, -84.803916).
Según la Oficina del Censo, la localidad tiene un área total de 60,9 km² (23,5 mi²), de la cual 60,6 km² (23,4 mi²) es tierra y 0,3 km² (0 mi²) (0.49%) es agua.